# 단색기
단색기(monochromator)는 입사하는 연속 파장의 광원을 회절 격자를 사용하여 반사시켰을 때 브래그 법칙에 따라 회절광이 생성되고 그 1차 회절 광의 방향이 파장과 회절 격자의 간격에 따라 달라지는 원리를 이용하여 특정 파장의 빛을 추출하는 장치이다. 한국어로 한빛깔 만들개라고도 한다.